# Kategoria Superiore 2013/14
Die Kategoria Superiore 2013/14 war die 75. Spielzeit der höchsten albanischen Spielklasse im Männerfußball. Sie begann am 31. August 2013 und endete am 10. Mai 2014.
Die Liga wurde zu dieser Saison von vierzehn auf zwölf Mannschaften verkleinert. Zwischen den Teams wurden nun jeweils drei statt zwei Partien ausgetragen, sodass jede Mannschaft am Saisonende 33 Spiele gespielt haben wird.
Titelverteidiger war KF Skënderbeu Korça.
Besnik Kaplanaj, Vereinspräsident von KS Bylis Ballsh, hatte nach dem Spiel seines Klubs gegen KF Laçi am 15. März Besnik Cela, einen Delegierten des albanischen Fußballverbandes, mit einem Brett niedergestreckt, worauf der KS Bylis Ballsh am 21. März 2014 vom Spielbetrieb ausgeschlossen und Kaplanaj lebenslang für Ämter im Fußball gesperrt wurden. Das Spiel in Ballsh wurde wegen Ausschreitungen der Fans ohne Publikum ausgetragen. Der Kapitän von Laç hatte in der Schlussphase des Spiels zum Schutz seiner Mannschaft vor wütenden Fans, die außerhalb des Stadions warteten, einen Elfmeter absichtlich verschossen.

## Vereine
| Verein              | Logo                  | Stadt   | Stadion                         |
| ------------------- | --------------------- | ------- | ------------------------------- |
| KS Bylis Ballsh     | Logo Bylis Ballsh     | Ballsh  | Agush-Maca-Stadion              |
| KS Teuta Durrës     | Logo Teuta Durrës     | Durrës  | Niko-Dovana-Stadion             |
| KS Besa Kavaja      | Logo Besa Kavaja      | Kavaja  | Besa-Stadion                    |
| KF Skënderbeu Korça | Logo Skënderbeu Korça | Korça   | Skënderbeu-Stadion              |
| KS Kastrioti Kruja  | Logo Kastrioti Kruja  | Kruja   | Kastrioti-Stadion               |
| FK Kukësi           | Logo Kukësi           | Kukës   | Zeqir-Ymeri-Stadion             |
| KF Laçi             | Logo Laçi             | Laç     | Laç-Stadion                     |
| KS Lushnja          | Logo Lushnja          | Lushnja | Abdurrahman-Roza-Haxhiu-Stadion |
| KS Vllaznia Shkodra | Logo Vllaznia Shkoder | Shkodra | Loro-Boriçi-Stadion             |
| KF Tirana           | Logo Tirana           | Tirana  | Selman-Stërmasi-Stadion         |
| FK Partizani Tirana | Logo Partizani Tirana | Tirana  | Selman-Stërmasi-Stadion         |
| KS Flamurtari Vlora | Logo Flamurtari Vlora | Vlora   | Flamurtari-Stadion              |

## Abschlusstabelle
| Pl. | Verein                  | Sp. | S  | U  | N  | Tore    | Diff. | Punkte |
| --- | ----------------------- | --- | -- | -- | -- | ------- | ----- | ------ |
| 1.  | KF Skënderbeu Korça (M) | 33  | 19 | 7  | 7  | 052:320 | +20   | 64     |
| 2.  | FK Kukësi               | 33  | 16 | 9  | 8  | 046:340 | +12   | 57     |
| 3.  | KF Laçi (P)             | 33  | 16 | 6  | 11 | 041:280 | +13   | 54     |
| 4.  | KS Teuta Durrës         | 33  | 14 | 12 | 7  | 046:350 | +11   | 54     |
| 5.  | FK Partizani Tirana (N) | 33  | 15 | 8  | 10 | 033:260 | +7    | 53     |
| 6.  | KF Tirana               | 33  | 14 | 8  | 11 | 036:310 | +5    | 50     |
| 7.  | KS Flamurtari Vlora 1   | 33  | 14 | 9  | 10 | 045:400 | +5    | 48     |
| 8.  | KS Vllaznia Shkodra     | 33  | 12 | 9  | 12 | 042:360 | +6    | 45     |
| 9.  | KS Besa Kavaja          | 33  | 10 | 9  | 14 | 034:320 | +2    | 39     |
| 10. | KS Kastrioti Kruja      | 33  | 8  | 5  | 20 | 026:460 | −20   | 29     |
| 11. | KS Lushnja (N)          | 33  | 7  | 5  | 21 | 032:590 | −27   | 26     |
| 12. | KS Bylis Ballsh 2       | 33  | 5  | 9  | 19 | 020:540 | −34   | 24     |

Platzierungskriterien: 1. Punkte – 2. Direkter Vergleich (Punkte, Tordifferenz, geschossene Tore) – 3. Tordifferenz – 4. geschossene Tore

| (M) | amtierender albanischer Meister     |
| (P) | amtierender albanischer Pokalsieger |
| (N) | Neuaufsteiger                       |

## Kreuztabelle
| Spieltage 1–22      | KS Bylis Ballsh | KS Teuta Durrës | KS Besa Kavaja | KF Skënderbeu Korça | KS Kastrioti Kruja | FK Kukësi | KF Laçi | KS Lushnja | KS Vllaznia Shkoder | KF Tirana | FK Partizani Tirana | KS Flamurtari Vlora |
| ------------------- | --------------- | --------------- | -------------- | ------------------- | ------------------ | --------- | ------- | ---------- | ------------------- | --------- | ------------------- | ------------------- |
| KS Bylis Ballsh     |                 | 2:2             | 3:0            | 1:0                 | 1:0                | 1:1       | 1:0     | 1:1        | 0:0                 | 0:1       | 1:0                 | 0:0                 |
| KS Teuta Durrës     | 2:1             |                 | 0:1            | 1:1                 | 1:2                | 2:1       | 2:1     | 6:2        | 3:2                 | 2:0       | 1:1                 | 2:1                 |
| KS Besa Kavaja      | 2:1             | 2:2             |                | 1:1                 | 1:0                | 2:0       | 2:2     | 1:1        | 1:0                 | 1:0       | 0:1                 | 2:0                 |
| KF Skënderbeu Korça | 2:1             | 1:1             | 1:0            |                     | 2:0                | 1:3       | 2:1     | 2:0        | 2:1                 | 1:0       | 3:0                 | 2:0                 |
| KS Kastrioti Kruja  | 2:1             | 0:0             | 2:1            | 0:1                 |                    | 0:1       | 0:2     | 2:0        | 3:2                 | 0:0       | 0:2                 | 0:0                 |
| FK Kukësi           | 0:0             | 0:0             | 1:1            | 1:1                 | 1:0                |           | 1:0     | 1:0        | 0:3 1               | 2:1       | 0:1                 | 3:2                 |
| KF Laçi             | 1:0             | 2:1             | 1:0            | 2:2                 | 1:0                | 1:2       |         | 3:1        | 3:0                 | 1:0       | 1:0                 | 1:0                 |
| KS Lushnja          | 2:0             | 1:1             | 1:0            | 0:1                 | 0:0                | 1:0       | 1:0     |            | 1:1                 | 2:1       | 2:0                 | 2:4                 |
| KS Vllaznia Shkodra | 1:1             | 1:1             | 0:0            | 1:3                 | 2:1                | 1:2       | 3:0     | 2:0        |                     | 2:0       | 1:1                 | 0:1                 |
| KF Tirana           | 1:0             | 0:0             | 2:1            | 0:2                 | 1:0                | 3:1       | 0:0     | 1:0        | 1:1                 |           | 1:0                 | 0:2                 |
| FK Partizani Tirana | 2:2             | 3:0             | 3:1            | 0:0                 | 1:0                | 0:0       | 2:1     | 2:0        | 0:1                 | 1:0       |                     | 0:0                 |
| KS Flamurtari Vlora | 2:2             | 2:0             | 1:4            | 2:1                 | 0:1                | 2:1       | 1:1     | 4:3        | 3:1                 | 1:1       | 1:0                 |                     |

| Spieltage 23–33     | Bylis Ballsh | Teuta Durrës | Besa Kavaja | Skënderbeu Korça | Kastrioti Kruja | Kukësi | Laçi  | Lushnja | Vllaznia Shkoder | Tirana | Partizani Tirana | Flamurtari Vlora |
| ------------------- | ------------ | ------------ | ----------- | ---------------- | --------------- | ------ | ----- | ------- | ---------------- | ------ | ---------------- | ---------------- |
| KS Bylis Ballsh     |              | –            | 0:3 1       | –                | –               | 0:3 1  | 0:3 1 | 0:3 1   | –                | 0:3 1  | –                | –                |
| KS Teuta Durrës     | 3:0 2        |              | 1:0         | 2:1              | 1:0             | −      | −     | −       | −                | 1:1    | 3:1              | −                |
| KS Besa Kavaja      | –            | −            |             | −                | 1:1             | 0:1    | 0:0   | 3:0     | 0:0              | −      | −                | 3:1              |
| KF Skënderbeu Korça | 3:0 2        | −            | 1:0         |                  | 3:1             | 3:3    | 1:2   | −       | −                | 2:3    | −                | −                |
| KS Kastrioti Kruja  | 3:0 2        | −            | −           | −                |                 | −      | −     | 2:1     | 2:4              | 2:3    | –                | 1:3              |
| FK Kukësi           | –            | 3:0          | −           | −                | 2:1             |        | 1:1   | 4:1     | 1:1              | −      | −                | 4:2              |
| KF Laçi             | –            | 1:0          | −           | −                | 6:0             | −      |       | 1:0     | 0:2              | −      | 2:0              | 0:1              |
| KS Lushnja          | –            | 0:2          | −           | 2:4              | −               | −      | −     |         | 0:2              | −      | 2:4              | 2:3              |
| KS Vllaznia Shkodra | 3:0 2        | 1:2          | −           | 1:0              | −               | −      | −     | −       |                  | −      | 0:1              | 1:0              |
| KF Tirana           | –            | −            | 3:0 2       | −                | −               | 1:2    | 2:0   | 1:0     | 2:1              |        | −                | −                |
| FK Partizani Tirana | 2:0          | −            | 1:0         | 1:2              | 1:0             | 1:0    | −     | −       | −                | 1:1    |                  | −                |
| KS Flamurtari Vlora | 3:0 2        | 0:0          | −           | 1:0              | −               | −      | −     | −       | −                | 2:2    | 0:0              |                  |

## Torschützenliste
| Pl.                   | Name             | Team                | Tore |
| --------------------- | ---------------- | ------------------- | ---- |
| 01.                   | Pero Pejić       | KF Skënderbeu Korça | 20   |
| 02.                   | Sokol Cikalleshi | FK Kukësi           | 17   |
| 03.                   | Daniel Xhafaj    | KS Teuta Durrës     | 14   |
| 04.                   | Tomislav Bušić   | KS Vllaznia Shkodra | 13   |
| 04.                   | Fatjon Sefa      | KS Besa Kavaja      | 13   |
| 06.                   | Arbër Abilaliaj  | KS Flamurtari Vlora | 12   |
| Quelle: soccerway.com |                  |                     |      |